# SESC Nogueira
Sesc Nogueira é um centro turismo social e Lazer localizado na cidade de Petrópolis. Pertence a instituição privada Serviço Social do Comércio (Sesc). Ele fica localizado na cidade de Petrópolis, no Rio de Janeiro, no bairro Nogueira.
Além das atividades turísticas, a unidade fomenta atividades culturais. 

## História
O SESC Nogueira foi a segunda unidade hoteleira criada pelo Sesc no Brasil, tendo sido inaugurado em 1952 por Getúlio Vargas, então Presidente da República. O espaço, em homenagem ao político, foi chamado de Colônia de Férias Getúlio Vargas (CFGV).
Durante a pandemia de COVID-19, o hotel da unidade recebeu o "Selo Turismo Responsável" do Ministério do Turismo pelos critérios de segurança adotados.

## Infraestrutura
O hotel fica a aproximadamente 85Km da cidade do Rio de Janeiro e conta com 73 acomodações, sendo 72 apartamentos e 1 chalé. Conta com Piscinas, Ginásio poliesportivo, Campo de futebol (gramado), Restaurante, Salão de jogos, Sauna à vapor, Brinquedoteca, Parquinho, Trilha ecológica e Quadra de tênis adaptada.

## Ligações Externas
- Sesc
- Página Oficial do Sesc Nogueira